# Onitis meyeri
Onitis meyeri là một loài bọ cánh cứng trong họ Bọ hung (Scarabaeidae).